# Ciro Marcondes Filho
Ciro Juvenal Rodrigues Marcondes Filho (São Paulo, 9 de setembro de 1948 — São Paulo, 8 de novembro de 2020) foi um professor, escritor, ensaísta, comunicólogo e teórico do jornalismo brasileiro.

## Biografia
Cursou Ciências Sociais e Jornalismo na Universidade de São Paulo (USP) entre o final das décadas de 1960 e 1970 e tornou-se docente em 1974 e professor titular da USP em 1987. Em 1976, finalizou seu mestrado em Ciência Política, também pela mesma universidade. De 1976 a 1981, realizou seu doutorado em Sociologia da Comunicação na Universidade de Frankfurt, na Alemanha. Em 2000, cursou pós-doutorado na Universidade Grenoble Alpes, na França. Ao longo de sua trajetória, publicou mais de 50 livros, tornando-se um dos mais notáveis pesquisadores e teóricos da comunicação no Brasil.
Em 2014, ficou no 3º lugar na categoria "Comunicação" do Prêmio Jabuti de Literatura de 2014 com o livro O rosto e a máquina: o fenômeno da comunicação visto dos ângulos humano, medial e tecnológico.

### Nova Teoria da Comunicação
Entre 2002 e 2004, Ciro Marcondes Filho lançou o primeiro e o segundo volume de sua trilogia Nova Teoria da Comunicação. Na década seguinte, foi publicado o terceiro volume de sua obra principal, dividido em cinco tomos. A Nova Teoria da Comunicação propôs a comunicação como um estado raro de interação caracterizado pela produção de diferenças. Nessa abordagem, a comunicação é vista como um acontecimento que vai além da simples transmissão de informações, envolvendo a produção de sentido em uma relação de abertura à alteridade.
A adoção da Nova Teoria da Comunicação se deu de forma tímida no Brasil. Luiz Signates argumentou que a teoria de Ciro Marcondes Filho, apesar de apresentar uma visão teórica original e heurística das questões comunicacionais, em sua perspectiva, não foi amplamente adotada e debatida no cenário acadêmico brasileiro. Já Francisco Rüdiger fez críticas ao trabalho de Marcondes Filho a partir da Nova Teoria da Comunicação, argumentando que "em vez de oferecer à teoria da comunicação um arcabouço conceitual para melhor esclarecer e, talvez, ajudar a desenvolver a pesquisa, seu empreendimento filosófico se esgota na pregação de uma doutrina de forte acento solipsístico". Entretanto, Ciro Marcondes Filho rebateu às críticas de Rüdiger, apontando que ele "não entendeu nada" de sua proposta teórica e metodológica, afinal, a comunicação pressupõe uma exterioridade que intenciona um contato conosco e, além disso, uma possibilidade de abertura que viabiliza a interação, podendo gerar um fato novo, a produção de sentido, transformando o ser de (ao menos) um dos sujeitos em relação, alterando a sua existência, produzindo um devir, um antes e um depois. Portanto, a relação com a alteridade é fundamental para a Nova Teoria da Comunicação, tanto no sentido da sinalização, pois sinaliza quem intenciona algo à alguém, quando na recepção no sinal, pois é necessário um Outro que se abra ao contato com a exterioridade para que o encontro possa se tornar propício para a ocorrência da comunicação, desmontando a frágil e superficial acusação de produção de uma doutrina com acento solipsístico.  

## Vida pessoal
O autor era casado com Márcia Pereira Marcondes.

## Morte
Ciro descobriu que tinha um câncer no final de 2018, após a descoberta iniciou um tratamento no Hospital do Servidor Público de São Paulo, passou por cirurgia e teve uma rotina hospitalar intensa, passando por quimioterapia e radioterapia até a sua morte no dia 08/11/2020.